# Спрингфилд (Луизијана)
Спрингфилд (енгл. Springfield) град је у америчкој савезној држави Луизијана.

## Демографија
По попису из 2010. године број становника је 487, што је 92 (23,3%) становника више него 2000. године.
| Група             | 2000.       | 2010.       |
| Белци             | 380 (96,2%) | 457 (93,8%) |
| Афроамериканци    | 8 (2,0%)    | 23 (4,7%)   |
| Азијати           | 1 (0,3%)    | 0 (0,0%)    |
| Хиспаноамериканци | 0 (0,0%)    | 3 (0,6%)    |
| Укупно            | 395         | 487         |